# Fatum

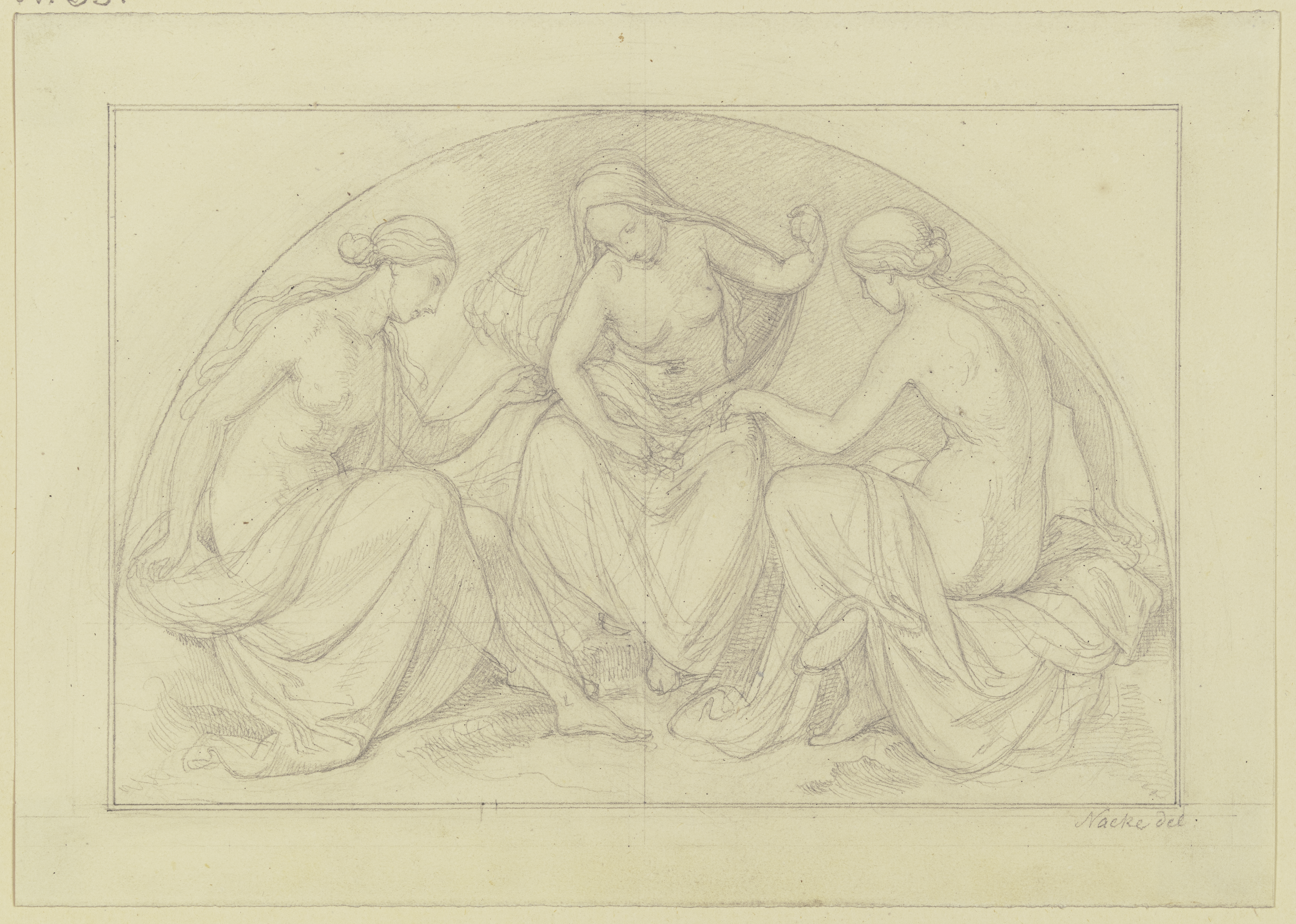
Trzy boginie Przeznaczenia

Fatum – w mitologii greckiej fatum było utożsamiane z Mojrami, które przędły i nieubłaganie przecinały nić ludzkiego losu. W mitologii rzymskiej jest personifikacją nieuchronnego, nieodwracalnego losu, nieodwołalnej woli bogów, na którą nikt nie ma wpływu. Fatum, które ciąży nad człowiekiem ogranicza ramy jego wolnej woli i prowadzi jego działania do ostatecznej klęski.